# Ornithoptera allotei

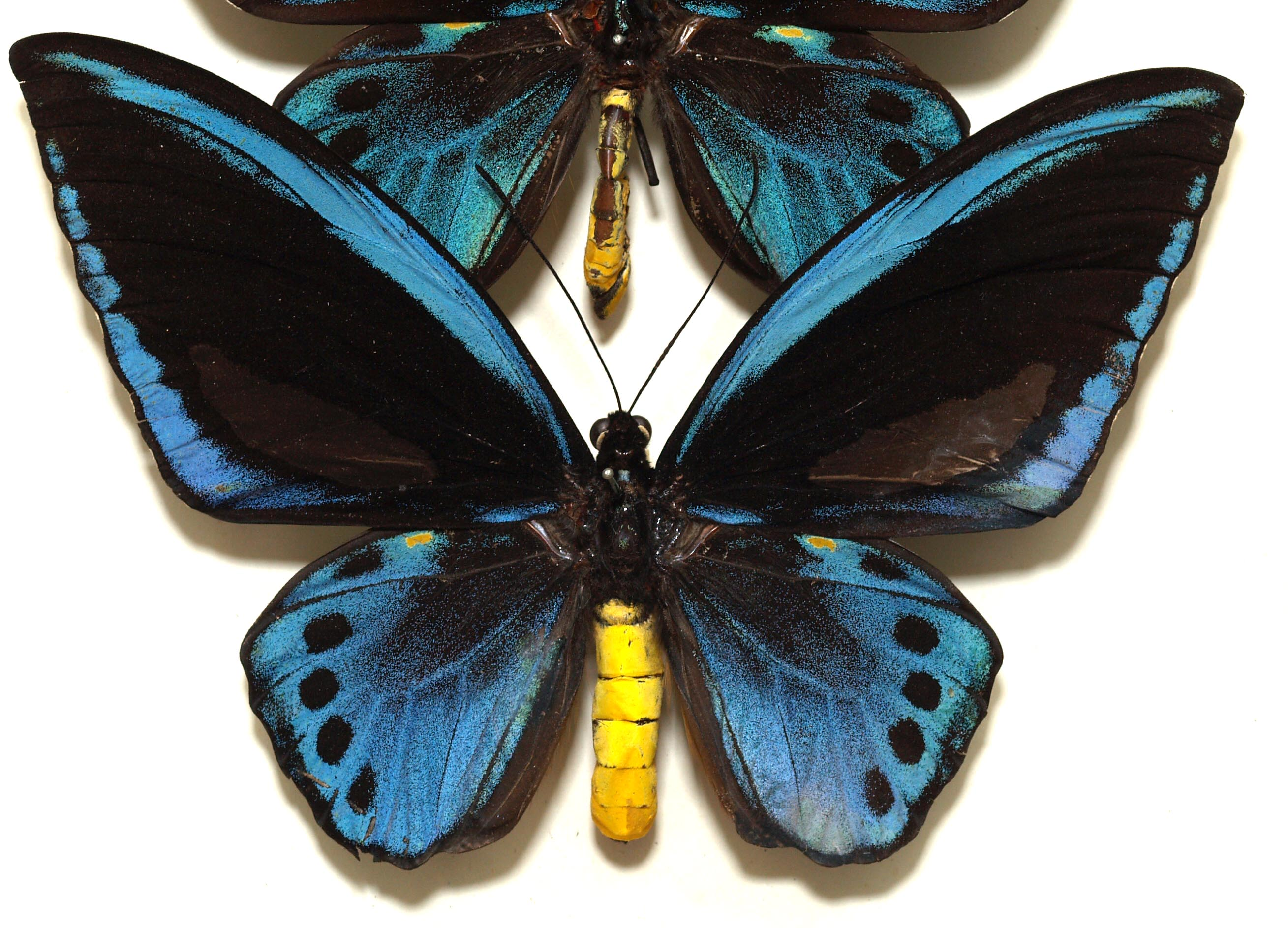
Самец Ornithoptera priamus urvillianus

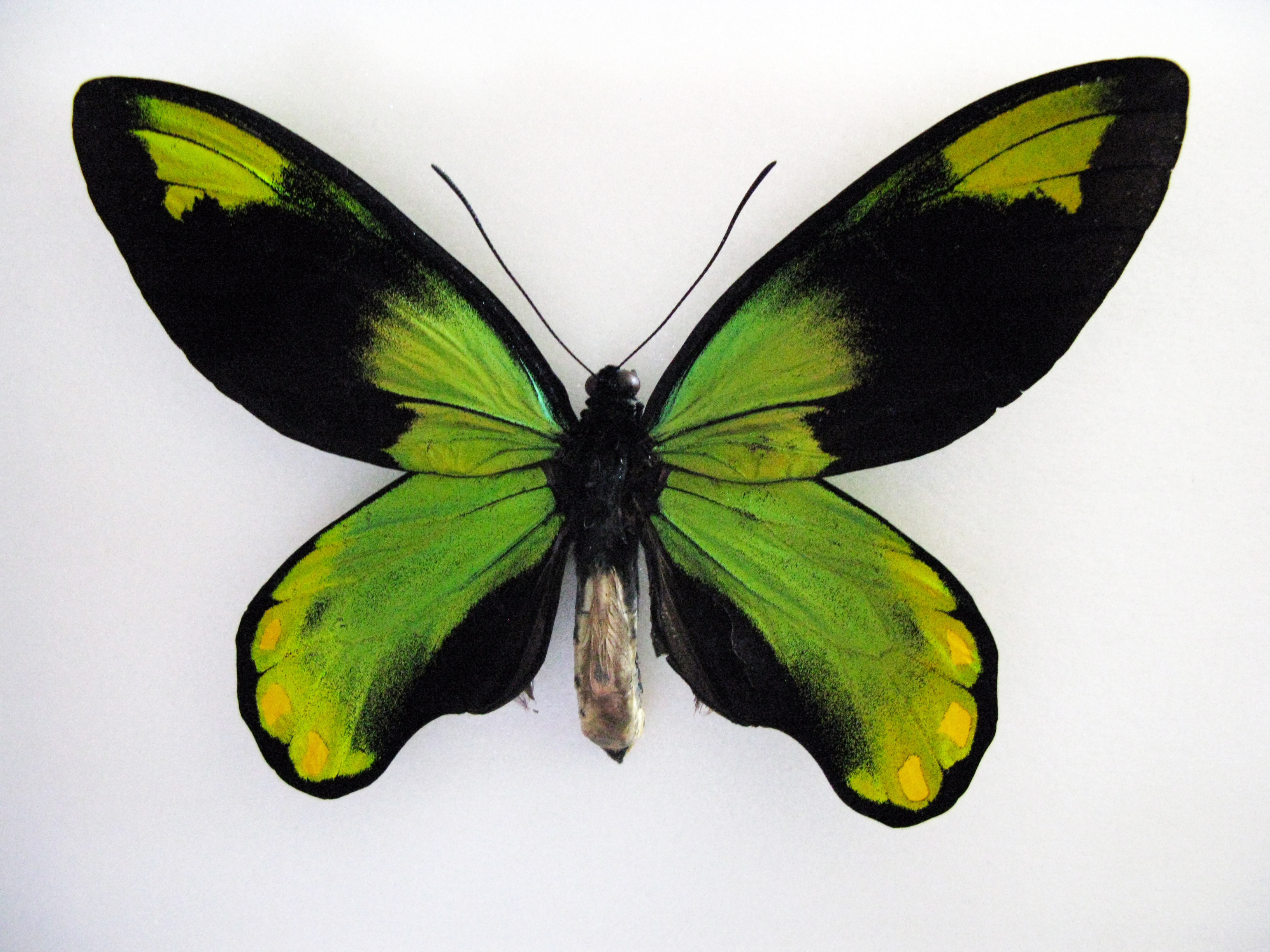
Самец Ornithoptera victoriae

Ornithoptera allottei — крупная дневная бабочка, естественный гибрид между симпатрическими видами: орнитоптерой королевы Виктории (Ornithoptera victoriae) и подвидом urvillianus Орнитоптеры Приам (Ornithoptera priamus urvillianus).
Систематическое положение остаётся спорным, так как ряд исследователей считают Ornithoptera allottei самостоятельным видом, а не гибридом.
Ornithoptera allottei считается очень редкой, она известна лишь по небольшому количеству экземпляров в коллекциях. Данные экземпляры были пойманы на острове Бугенвиль и нескольких, прилегающих к нему (Соломоновы острова).

## Этимология названия
Латинское видовое название было дано в честь Abbé Allotte, первооткрывателя данной бабочки.

## Ареал
Соломоновы острова — остров Бугенвиль и остров Малаита, а также несколько мелких прилегающих к ним островов.

## Гибрид или самостоятельный вид

### История
Первооткрыватель, аббат Allotte, считал, что пойманный им первый экземпляр, который являлся самцом, был естественным гибридом между симпатрическими видами бабочек: орнитоптерой королевы виктории (Ornithoptera victoriae) и подвида urvillianus Орнитоптеры приама (Ornithoptera priamus urvillianus). Данную идею не поддерживал Уолтер Ротшильд (1914, 1917), который описал таксон как новый вид — Ornithoptera allottei.
Форма была названа в 1914 году Уолтером Ротшильдом как Troides allottei в публикациях середины XX века принималась рядом авторов в качестве валидного вида рода Ornithoptera (Манро 1961).
Первая самка Ornithoptera allotei была описана H.M. Peebles и В. Schmassmann в 1917 году.
Ornithoptera allottei по-прежнему считается очень редкой. Известно лишь небольшое количество экземпляров в коллекциях. Данные экземпляры были пойманы на острове Бугенвиль и ряде прилегающих к нему островов (Соломоновы острова). 
Мало известно и о самках (Peebles и Schmassmann 1917), известны практически только самцы данного таксона. Также в ходе последующего обсуждения Ornithoptera priamus urvillianus порой рассматривается как полноценный самостоятельный вид Ornithoptera urvilliana, полностью изолированный и хорошо отличающийся от популяций связанного с ним вида Ornithoptera priamus и подвида Ornithoptera priamus poseidon.

### Современное изучение вопроса
Теории гибридизации последовали такие авторы, как Шмид (1970), Макэлпайн (1970) и Haugum & Low (1978), в то время как другие все ещё придерживались теории самостоятельного вида. Окончательное доказательство того, что Ornithoptera allottei является естественным гибридом получил Рэй (Рамон) Страатман примерно за год до его внезапной смерти в апреле 1987 года.
Страатман описал особенности биологии многих тропических видов бабочек, а также являлся специалистом по их селекции и выведению. Когда он неожиданно получил куколки орнитоптеры королевы виктории (Ornithoptera victoriae), то планировал осуществить попытку скрещивания двух видов. Но из-за неблагоприятных климатических условий в месте его проживания — Квинсленде, появившиеся на свет самцы оказались не жизнеспособными. Поскольку самки были в лучшей форме, Страатман хотел попытаться спарить самок орнитоптеры королевы виктории и Ornithoptera priamus urvillianus с самцами Австралийского подвида орнитоптеры Приам- Ornithoptera priamus euphorion. Перекрёстное спаривание между орнитоптерой королевы виктории и Ornithoptera priamus euphorion в результате дало появление на свет Ornithoptera allottei. Результаты работы Страатмана были опубликованы Яном Хаугумом (англ. Jan Haugum) в «Papilio International» в 1990 году.
Самцы Ornithoptera allottei морфологически занимают промежуточное место между Ornithoptera priamus urvillianus и орнитоптерой королевы виктории, которые в изобилии обитают в районе, где было собраны все известные особи Ornithoptera allottei. К примеру форма крыльев и тип жилкования Ornithoptera allottei имеют промежуточный характер между таковыми у Ornithoptera priamus urvillianus и орнитоптерой королевы виктории. Иногда они в большей мере ближе к одному из видов очевидного «родителя», чем другого.
Сравнительная морфология видов подрода, Ornithoptera не может целиком интерпретироваться при условии, что Ornithoptera allottei является видом, связанным с Ornithoptera victoriae. Эти факты действительно подтверждают теорию, что Ornithoptera allottei имеет гибридное происхождение. Вид представляет собой группу особей с общими морфофизиологическими, биохимическими и поведенческими признаками, способную к взаимному скрещиванию, дающему плодовитое потомство, распространённую в определённом ареале и формирующую по крайней мере одну территориальную размножающуюся популяцию. При этом, в настоящее время ни один энтомолог не представил свидетельства, что такая популяция Ornithoptera allottei существует. Существуют другие «редкие» виды чешуекрылых, которые известны только по нескольким экземплярам. Они обычно обитают, в местностях которые недоступны или редко посещаются коллекторами. Данные условия больше не преобладают на острове Бугенвиль. В последние годы были обнаружены популяции других редких таксонов Ornithoptera, например Ornithoptera meridionalis. Небольшое количество известных экземпляров Ornithoptera allottei больше связано с образованием случайных гибридов, чем существованием постоянной популяции.
Не было обнаружено чётких доказательств, подтверждающих, что Ornithoptera allottei является валидным биологическим видом. Альтернативное предположение, что Ornithoptera allottei представляет собой гибрид между видом Ornithoptera urvilliana и видом Орнитоптера королевы Виктории, поддерживается несколькими косвенными доказательствами. Окончательное доказательство гибридного происхождения таксона можно будет получить только путём производства гибридов в искусственных условиях. С другой стороны, доказательства конкретного статуса могут быть предоставлены или открытием размножающейся популяции вида Ornithoptera allottei, или путём демонстрации того, что особи являются фертильными и действительно размножающимися. До получения таких окончательных доказательств, нет никаких оснований для того, чтобы рассматривать таксон Ornithoptera allottei в качестве валидного вида.

## Замечания по охране
Внесена в перечень чешуекрылых, экспорт, реэкспорт и импорт которых регулируется в соответствии с Конвенцией о международной торговле видами дикой фауны и флоры, находящимися под угрозой исчезновения (СИТЕС).